# Tim Radford
Pour les articles homonymes, voir Radford.
Timothy Robin Radford, dit Tim Radford, né le 9 octobre 1940 à Rawene en Nouvelle-Zélande et mort le 10 février 2025,, est un journaliste néo-zélandais et britannique.
Il est éduqué au Sacred Heart College d'Auckland. À l'âge de 16 ans, il rejoint The New Zealand Herald en tant que reporter. Il part vivre au Royaume-Uni en 1961, puis travaille pour The Guardian pendant 32 ans.

## Récompenses
Tim Radford a reçu plusieurs récompenses de l'Association of British Science Writers (en) :
- Récompense pour services rendus au journalisme scientifique, 2004,
- Meilleure présentation d'un sujet scientifique dans un journal régional ou national en 2004, pour l'article « Touching the Void », publié dans le journal The Guardian le 22 juillet 2004,
- Meilleure communication scientifique dans un contexte non-scientifique, en 2001, pour Tell us, Solly, publié dans la London Review of Books le 20 septembre 2001.

## Publications
- The Address Book: Our Place in the Scheme of Things (2009), 224 p., Fourth Estate (2011),  (ISBN 978-0007356294) ;  (ISBN 978-0007255207)
- The Crisis of Life on Earth: Our Legacy from the Second Millennium (1990), 224 p., Thorsons (1990),  (ISBN 978-0722521397)